# 市政厅广场 (塔林)

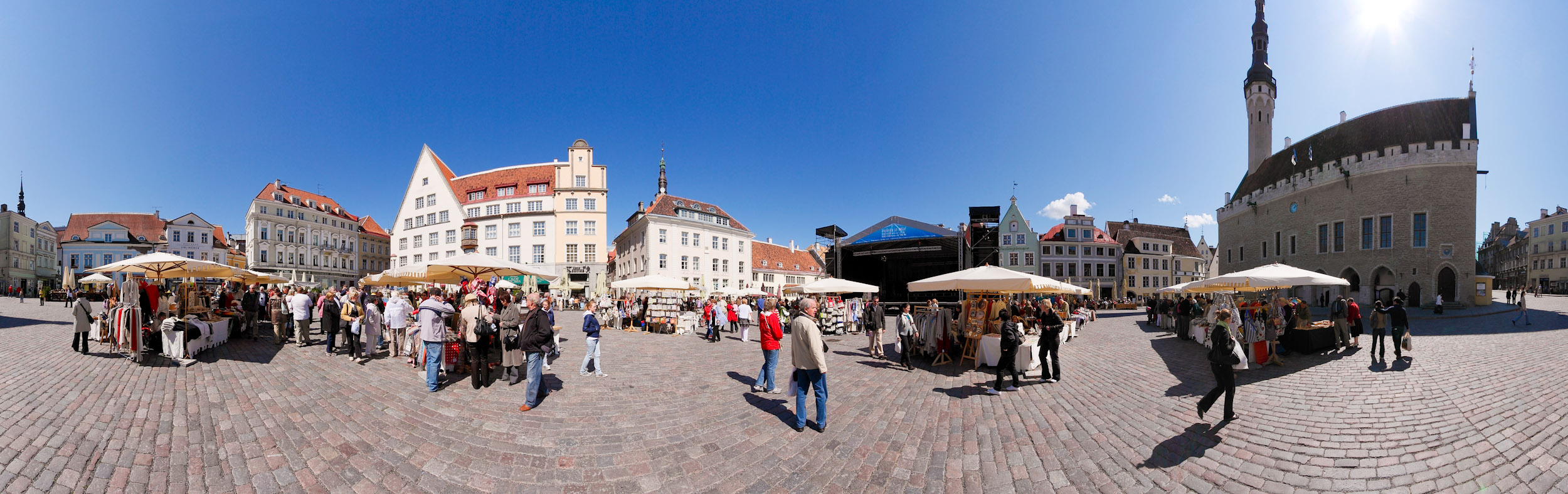
塔林市政厅广场

市政厅广场是爱沙尼亚首都塔林市中心的一个城市广场，塔林市政厅位于广场上。塔林旧城日等节庆活动或音乐会在此举行，有一些酒吧和餐馆位于附近。